# Francesco Busi
Francesco Busi, né le 25 septembre 1970 à Bologne, est un joueur de squash représentant l'Italie. Il est champion d'Italie en 1994 et 1997.

## Biographie
Il participe à plusieurs championnats d'Europe par équipes avec l'équipe nationale italienne. Il est champion d'Italie en 1994 et 1997. Après sa carrière active, il devient entraîneur de squash. Il a notamment été l'entraîneur national de l'Italie et du Danemark. 

## Palmarès
- Championnats d'Italie : 2 titres (1994, 1997)[1]